# 姜春华
姜春华（1908年—1992年），字实秋，男，江苏南通人，中国中医内科学家，曾任上海医科大学教授、博士生导师，第五届全国人大代表。